# Odontophora peritricha
Odontophora peritricha är en rundmaskart som beskrevs av Christian Wieser 1956. Odontophora peritricha ingår i släktet Odontophora och familjen Axonolaimidae. Inga underarter finns listade i Catalogue of Life.